# Dora Marsden
Dora Marsden (5 de março de 1882 - 13 de dezembro de 1960) foi uma anarcofeminista, sufragista, editora de revistas literárias e filósofa da linguagem britânica.

## Biografia

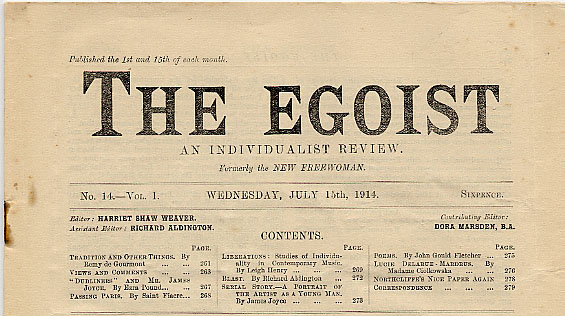
Manchete de The Egoist (1914)

Em 1890, seu pai abandonou sua família, após a falência de sua fábrica têxtil. Ela estudou na Universidade de Manchester e trabalhou como professora.
Iniciando sua carreira como ativista na União Social e Política das Mulheres (Women's Social and Political Union - WSPU), Marsden acabou se separando da organização sufragista para fundar um jornal que abriria espaço para vozes mais radicais no movimento. Sua importância primordial está em suas contribuições para o movimento sufragista, sua crítica à WSPU das Pankhursts e seu feminismo radical, via The Freewoman. Há quem também afirme que ela tem relevância para o surgimento do modernismo literário, enquanto outros valorizam sua contribuição para a compreensão do egoísmo.

## Trabalho como editora
Marsden não foi a única sufragista inglesa a se opor à rígida hierarquia da Women's Social and Political Union - WSPU - sob gestão de Christabel e Emmeline Pankhurst, Marsden Insatisfeita com a organização, mas ainda comprometida com o movimento das mulheres, estava determinada a encontrar maneiras de apoiar vozes alternativas relevantes para a causa, e ela decidiu começar a publicar um jornal, The Freewoman, que mostraria uma ampla gama de vozes dissidentes do movimento de mulheres inicialmente e, eventualmente, de outros movimentos radicais. Este foi o primeiro de três periódicos sucessivos que Marsden iniciaria entre 1911 e 1918, com as datas de publicação de cada revista sendo as seguintes: The Freewoman, novembro de 1911 – outubro de 1912; The New Freewoman, junho de 1913 – dezembro de 1913; The Egoist, janeiro de 1914 – dezembro de 1919. Com publicação contínua entre a segunda e a terceira, e apenas um pequeno intervalo entre a primeira e a segunda, os críticos tiveram dificuldade em decidir até que ponto os periódicos deveriam ser considerados parte de um mesmo projeto intelectual. O consenso parece repousar no sentido de que os periódicos refletem os interesses políticos e estéticos cambiantes de Marsden, de modo que os três periódicos estão intimamente relacionados, mas não são projetos idênticos, com The New Freewoman mais próximo em espírito de The Egoist do que qualquer um era do jornal original.
Em 1911, Marsden estava cada vez mais interessada no egoísmo e no anarquismo individualista, uma mudança intelectual cujo desenvolvimento é claramente visível em suas colunas editoriais, onde, à medida que as edições avançam, o escopo da discussão se amplia para incluir uma ampla gama de tópicos pertinentes aos teóricos anarquistas do tempo. Muitos pensadores anarquistas da época foram atraídos por movimentos de vanguarda emergentes que mais tarde seriam reunidos sob o termo "modernismo".